# G. Allan MacNamara
George Allan MacNamara (geboren am 4. Februar 1894 in Winnipeg, Manitoba; gestorben am 19. August 1976 in Minneapolis, Minnesota) war ein kanadisch-amerikanischer Eisenbahnmanager. Er war Präsident der Minneapolis, St. Paul and Sault Ste. Marie Railroad und Chairman of the Board der Soo Line Railroad.

## Leben
G. Allan MacNamara ist der Sohn von William B. MacNamara und Constance (LePage) MacNamara. Seine Großmutter Mary Frances MacNamara stammte aus Irland. Er wuchs in Winnipeg auf und besuchte die örtlichen Schulen und studierte in Vancouver. Ab 1912 arbeitete er als Büroangestellter für die Canadian Northern Railway. Von 1915 bis 1919 war er während des Ersten Weltkrieges als Soldat der kanadischen Armee in Frankreich eingesetzt. Danach nahm er seine Tätigkeit bei der CNR wieder auf. 1920 wechselte er zur Canadian Pacific Railway. Ab 1925 war er für diese Bahngesellschaft in Minneapolis tätig. Weitere Einsatzorte waren in der Folge Indianapolis und Detroit.
1944 wurde er General Traffic Manager für die CPR-Tochtergesellschaft Minneapolis, St. Paul and Sault Ste. Marie Railroad mit Sitz in Minneapolis. Ab 1947 war er als Vizepräsident für Verkehr bei der Canadian Pacific Railway verantwortlich. Zum 1. Januar 1950 wurde er Präsident der Minneapolis, St. Paul and Sault Ste. Marie Railroad als Nachfolger von Horace C. Grout.
Im Rahmen dieser Tätigkeit war er für die Fusion der Minneapolis, St. Paul and Sault Ste. Marie Railroad, der Wisconsin Central Railway und der Duluth, South Shore and Atlantic Railroad zur Soo Line Railroad zum 1. Januar 1961 verantwortlich. Mit der Gründung dieser Gesellschaft trat er aus der aktiven Geschäftsführung zurück und wurde Chairman of the Board der neuen Gesellschaft. Diese Position hatte er noch bis 1965 inne. 1968 verließ er den Aufsichtsrat.
Daneben saß er ab 1952 im Aufsichtsrat der First National Bank of Minneapolis, der Wirtschaftskammer von Minneapolis und der Association of American Railroads.
Ab 1963 wohnte er im Winter in Fort Lauderdale (Florida) und im Sommer im Großraum Minneapolis.
Am 10. Juli 1926 heiratete er Margaret Simpson (1904–1974). Das Paar hatte einen Sohn.